# Iljo Keisse
Iljo Keisse (Gent, 21 december 1982) is een Belgisch voormalig baan- en wegwielrenner die van 2010  tot 2022 voor het zelfde team reed, anno 2023 Soudal Quick-Step geheten.

## Biografie
Al van in de jeugdcategorieën bleek Keisse een van de talentrijkste Belgen op de piste te zijn. Hij won verschillende nationale titels en behaalde in 2004 ook de Europese titel ploegkoers bij de Beloften. 
Zijn profdebuut maakte Keisse in 2005, toen maakte hij de overstap van Jong Vlaanderen 2016 naar Chocolade Jacques-T Interim. De jonge Iljo Keisse maakte in zijn eerste profjaren vooral indruk tijdens zesdaagses. Tijdens het seizoen 2005-2006 won hij vier zesdaagses, die van Fiorenzuola, Grenoble, Gent en Hasselt. Dit realiseerde hij aan de zijde van land -en ploeggenoot Matthew Gilmore. Samen vormde ze ook een vast duo op internationale Ploegkoersen. Zo werden ze begin 2005 derde op het wereldkampioenschap. Later dat jaar wisten ze zich wel tot Europees kampioen te kronen. Op 20 juli 2006 liep Keisses vaste partner Gilmore een open dijbeenbreuk en een gebroken knieschijf op door een val tijdens een wedstrijd in Ninove. Hierdoor moest Keisse op zoek naar een nieuwe koppelgenoot. Deze vond hij in de vorm van de Duitser Robert Bartko. In de periode tussen 2006 en 2008 wonnen ze samen acht zesdaagses. Internationale ploegkoersen reed hij in die periode geregeld in combinatie met Kenny De Ketele. Samen reden ze eind 2008 naar de Europese titel in de ploegkoers. Het was voor Keisse zijn derde Europese titel, want in 2006 had hij zich al verzekerd van de  Europese titel achter de Derny. In 2007 kon hij deze titel bijna verlengen. Hij finishte uiteindelijk als tweede achter de Nederlander Matthé Pronk. Datzelfde jaar was hij ook al vice-wereldkampioen puntenkoers geworden. 
Na zijn zege in de Zesdaagse van Vlaanderen-Gent van 2008 werd bekend dat Keisse positief had getest op zowel het stimulerend middel cathine als het maskeermiddel hydrochloorthiazide (HCT). Ook het B-staal bleek positief. Keisse betwistte echter het dopinggebruik en trok naar de rechtbank. Op 2 november 2009 werd hij vrijgesproken van dopinggebruik. Voor het gebruik van cathine had Keisse als reden opgegeven dat hij dit nam als middel tegen verkoudheid. Volgens diens verdediging waren de hoeveelheden HCT die bij hem waren aangetroffen onvoldoende om echt prestatiebevorderend te werken. In juli 2010 werd echter bekend dat het TAS de vrijspraak van de Belgische wielerbond ongedaan had gemaakt en Keisse alsnog schorste voor de periode van twee jaar. Door zijn nieuwe ploeg Quick Step werd hij op non-actief gezet. De schorsing ging met terugwerkende kracht in, en omdat Keisse al elf maanden buitenspel stond, mocht hij vanaf 7 augustus 2011 weer koersen. Op 12 november werd echter bekend dat de straf van het TAS werd opgeschort tot april 2011. In een tussenarrest bepaalde het Hof van Beroep dat Keisse tot die tijd mag deelnemen aan wedstrijden. Hij werd uiteindelijk na wat juridisch getouwtrek geschorst tot januari 2012. Keisse ondernam gerechtelijke stappen om het financieel verlies van zijn dopingschorsing te drukken en met succes, in maart 2012 raakte bekend dat de UCI Keisse 100.000 euro schadevergoeding moest betalen.
Door deze doping-perikelen werd Keisse door zijn wielerploeg Topsport Vlaanderen begin 2009 ontslagen. Na een jaar zonder ploeg gezeten te hebben, tekende hij met ingang van het wielerseizoen 2010 een tweejarig contract bij Quick-Step. Hij zou zich vanaf nu meer gaan toeleggen op het Wegwielrennen. In zijn tijd bij Topsport Vlaanderen had Keisse al bewezen dat hij ook op de weg uit de voeten kon. Zo werd hij in 2007 derde in Kuurne-Brussel-Kuurne, achter Tom Boonen en Marcel Sieberg. Door de juridische strijd in verband met de dopingbeschuldigingen reed hij in de seizoenen 2010 en 2011 niet veel wedstrijden. Op 28 april 2012 boekte Keisse zijn eerste grote overwinning op de weg. Tijdens de zevende etappe van de Ronde van Turkije reed hij weg uit de vroege vlucht. In de laatste bocht op één kilometer van de finish kwam Keisse ten val. Hij bleef echter net het aanstormende peloton voor en won voor Marcel Kittel. Later dat jaar kwam hij ook aan de start van zijn eerste monument: Parijs-Roubaix, maar hij reed deze niet uit. In de seizoenen die daarop volgde groeide Keisse uit tot een gewaardeerd knecht tijdens klassiekers en Massasprints. Zo werd hij al drie maal gelauwerd met de Kristallen Zweetdruppel voor beste helper. Hij won in 2014, 2015 en 2016. Af en toe krijgt hij in wedstrijden ook zijn eigen kans. Zo won hij in 2014 de Châteauroux Classic de l'Indre, en de Ronde van Zeeland Seaports in 2015. Zijn meest prestigieuze overwinning boekte hij tijdens de Ronde van Italië 2015. Tijdens de slotetappe met aankomst in Milaan trok hij op 30 kilometer van de streep ten aanval samen met de Australiër Luke Durbridge. Ze hielden verrassend stand en in de spurt met twee bleef Keisse de Australiër voor. In 2020 voegde hij bijna een tweede prestigieuze zege aan zijn palmares toe. Tijdens de Belgische kampioenschappen eindigde hij als tweede, op amper zes seconden van de uiteindelijke kampioen Dries De Bondt.
Tijdens zijn periode bij Deceuninck–Quick-Step reed Keisse in de winter nog geregeld wedstrijden op de piste. Hij won nog verschillende zesdaagses met grote namen zoals: Mark Cavendish (Zürich 2014), Michael Mørkøv (Gent 2015), Niki Terpstra (Amsterdam 2011 en Rotterdam 2013, 2014 & 2015) en Elia Viviani (Gent 2018). Ook werd hij nog één keer Europees kampioen ploegkoers. Dit gebeurde eind 2011 te Apeldoorn. Samen met Kenny De Ketele, het was hun tweede titel samen. 
Iljo Keisse was gedurende zijn carrière twee maal actief op de Olympische Zomerspelen. Zowel in 2004 als 2008 kwam hij uit voor zijn land op de Spelen. In Athene 2004 werd hij in combinatie met Matthew Gilmore 11e tijdens de ploegkoers. Vier jaar later in Peking 2008 nam hij deel aan twee onderdelen. In de puntenkoers werd hij achtste. Als duo met Kenny De Ketele reed hij naar de vierde plaats tijdens de ploegkoers.

## Palmares

### Zesdaagse
| Nr. | Jaar | Zesdaagse van | Samen met                   |
| --- | ---- | ------------- | --------------------------- |
| 1   | 2005 | Fiorenzuola   | Matthew Gilmore             |
| 2   | 2005 | Grenoble      | Matthew Gilmore             |
| 3   | 2005 | Gent          | Matthew Gilmore             |
| 4   | 2006 | Hasselt       | Matthew Gilmore             |
| 5   | 2007 | Rotterdam     | Robert Bartko               |
| 6   | 2007 | Amsterdam     | Robert Bartko               |
| 7   | 2007 | Gent          | Robert Bartko               |
| 8   | 2008 | Bremen        | Robert Bartko               |
| 9   | 2008 | Stuttgart     | Robert Bartko Leif Lampater |
| 10  | 2008 | München       | Robert Bartko               |
| 11  | 2008 | Gent          | Robert Bartko               |
| 12  | 2010 | Rotterdam     | Danny Stam                  |
| 13  | 2010 | Gent          | Peter Schep                 |
| 14  | 2011 | Amsterdam     | Niki Terpstra               |
| 15  | 2011 | Grenoble      | Morgan Kneisky              |
| 16  | 2011 | Zürich        | Franco Marvulli             |
| 17  | 2012 | Kopenhagen    | Marc Hester                 |
| 18  | 2012 | Grenoble      | Kenny De Ketele             |
| 19  | 2012 | Gent          | Glenn O'Shea                |
| 20  | 2013 | Rotterdam     | Niki Terpstra               |
| 21  | 2013 | Zürich        | Silvan Dillier              |
| 22  | 2014 | Rotterdam     | Niki Terpstra               |
| 23  | 2014 | Zürich        | Mark Cavendish              |
| 24  | 2015 | Rotterdam     | Niki Terpstra               |
| 25  | 2015 | Gent          | Michael Mørkøv              |
| 26  | 2017 | Bremen        | Marcel Kalz                 |
| 27  | 2018 | Gent          | Elia Viviani                |
| 28  | 2019 | Bremen        | Jasper De Buyst             |

| Aantal | Samen met |
| ------ | --- |
| 7      | Robert Bartko |
| 4      | Matthew Gilmore Niki Terpstra |
| 1      | Mark Cavendish Jasper De Buyst Kenny De Ketele Silvan Dillier Marc Hester Marcel Kalz Morgan Kneisky Leif Lampater Franco Marvulli Michael Mørkøv Glenn O'Shea Peter Schep Danny Stam Elia Viviani |

### Baanwielrennen
| Jaar         | BK                                                                       | EK           | WK           | OS           | WB                                     | Overig                                                                                       |
| Nieuwelingen | Nieuwelingen                                                             | Nieuwelingen | Nieuwelingen | Nieuwelingen | Nieuwelingen                           | Nieuwelingen                                                                                 |
| ------------ | ------------------------------------------------------------------------ | ------------ | ------------ | ------------ | -------------------------------------- | -------------------------------------------------------------------------------------------- |
| 1998         | achtervolging · omnium · puntenkoers · sprint · 500m                     |              |              |              |                                        |                                                                                              |
| Junioren     |                                                                          |              |              |              |                                        |                                                                                              |
| 1999         | ploegkoers · achtervolging · puntenkoers                                 |              |              |              |                                        |                                                                                              |
| 2000         | achtervolging · omnium · ploegkoers · puntenkoers · km                   |              |              |              |                                        |                                                                                              |
| Beloften     |                                                                          |              |              |              |                                        |                                                                                              |
| 2001         |                                                                          | ploegkoers   |              |              |                                        |                                                                                              |
| 2002         |                                                                          | ploegkoers   |              |              |                                        |                                                                                              |
| 2003         |                                                                          | ploegkoers   |              |              |                                        | UIV Cup: Amsterdam Dortmund Munchen                                                          |
| 2004         |                                                                          | ploegkoers   |              |              |                                        | UIV Cup: Stuttgart Berlijn                                                                   |
| Elite        |                                                                          |              |              |              |                                        |                                                                                              |
| 2001         | puntenkoers · ploegsprint · sprint · km                                  |              |              |              |                                        |                                                                                              |
| 2002         | achtervolging · km · puntenkoers · scratch                               |              |              |              |                                        |                                                                                              |
| 2003         | achtervolging · puntenkoers · derny · omnium · ploegkoers · scratch · km |              |              |              |                                        |                                                                                              |
| 2004         | ploegkoers                                                               |              |              |              | Moskou: · ploegkoers                   |                                                                                              |
| 2005         |                                                                          | ploegkoers   | ploegkoers   |              |                                        | International Track GP: ploegkoers                                                           |
| 2006         | puntenkoers                                                              | derny        |              |              |                                        |                                                                                              |
| 2007         | puntenkoers · ploegkoers                                                 | derny        | puntenkoers  |              |                                        |                                                                                              |
| 2008         | puntenkoers · ploegkoers                                                 | ploegkoers   |              |              | Manchester: · ploegkoers · puntenkoers |                                                                                              |
| 2009         | puntenkoers · ploegkoers                                                 |              |              |              | Cali: · puntenkoers                    |                                                                                              |
| 2010         | derny                                                                    |              |              |              |                                        |                                                                                              |
| 2011         | derny · ploegkoers · scratch                                             | ploegkoers   |              |              |                                        |                                                                                              |
| 2012         |                                                                          |              |              |              |                                        |                                                                                              |
| 2013         | ploegkoers · scratch · puntenkoers                                       |              |              |              |                                        | Internal parløb: ploegkoers                                                                  |
| 2014         |                                                                          |              |              |              |                                        | Memorial Dimitri De Fauw Gent                                                                |
| 2015         |                                                                          |              |              |              |                                        | Revolution Series Londen: puntenkoers en ploegkoers Revolution Series Manchester: ploegkoers |
| 2016         |                                                                          |              |              |              |                                        | Revolution Series Manchester: scratch Revolution Series Londen: scratch                      |
| 2017         |                                                                          |              |              |              |                                        |                                                                                              |
| 2018         |                                                                          |              |              |              |                                        | GP Odense: ploegkoers                                                                        |
| 2019         |                                                                          |              |              |              |                                        | 100km Kopenhagen: ploegkoers                                                                 |

### Wegwielrennen

#### Overwinningen
2004
6e etappe Ronde van Loir-et-Cher
Burnie
2005
GP Lucien Van Impe
Aalter
2007
Internatie Reningelst
Textielprijs Vichte
2008
Waregem
Derny Festival Wetteren
Textielprijs Vichte
2009
Wachtebeke
GP Frans Melckenbeeck
2012
7e etappe Ronde van Turkije
2013
GP Lucien Van Impe
Omloop Mandel-Leie-Schelde
GP Marcel Kint
2014
Châteauroux Classic de l'Indre
2015
Ronde van Zeeland Seaports
21e etappe Ronde van Italië
1e etappe Ronde van Tsjechië (TTT)
Derny Deurne
2016
Derny Sint-Niklaas
2017
Omloop Mandel-Leie-Schelde
Derny Liere
Textielprijs Vichte
2018
1e etappe Criterium Herzele
's Gravenwezel Derny

#### Resultaten in voornaamste wedstrijden
| Jaar | Ronde van Italië | Ronde van Frankrijk | Ronde van Spanje |
| ---- | ---------------- | ------------------- | ---------------- |
| 2007 |                  |                     |                  |
| 2011 |                  |                     |                  |
| 2012 |                  |                     |                  |
| 2013 | 159e             |                     |                  |
| 2014 | 139e             |                     |                  |
| 2015 | 145e (1)         |                     | 148e             |
| 2016 |                  | 139e                |                  |
| 2017 | 144e             |                     |                  |
| 2018 |                  |                     |                  |
| 2019 |                  |                     |                  |
| 2020 | 122e             |                     |                  |
| 2021 | 121e             |                     |                  |
| 2022 |                  |                     |                  |

| Jaar | Milaan-San Remo | Gent-Wevelgem | Ronde van Vlaanderen | Parijs-Roubaix | E3 Harelbeke | Kuurne-Brussel-Kuurne |  | WK op de weg |  | Wereldranglijsten |
| ---- | --------------- | ------------- | -------------------- | -------------- | ------------ | --------------------- |  | ------------ |  | ----------------- |
| 2007 |                 |               |                      |                |              | ↑                     |  |              |  |                   |
| 2011 |                 |               |                      |                | opgave       |                       |  |              |  |                   |
| 2012 |                 |               |                      | opgave         | opgave       |                       |  |              |  |                   |
| 2013 |                 |               | 50e                  | 38e            | opgave       |                       |  |              |  |                   |
| 2014 | opgave          | 71e           | 26e                  | opgave         | 94e          |                       |  |              |  |                   |
| 2015 |                 |               | 83e                  | buit.tijd      | opgave       | 99e                   |  | opgave       |  | 132e (UWT)        |
| 2016 |                 |               | 99e                  | 105e           | 103e         |                       |  | 41e          |  |                   |
| 2017 |                 | 64e           | 83e                  | 44e            | 32e          |                       |  |              |  | 332e (UWT)        |
| 2018 | 125e            |               | 76e                  | 50e            | opgave       | 25e                   |  |              |  | 333e (UWT)        |
| 2019 |                 |               | 105e                 | opgave         | 60e          |                       |  |              |  |                   |
| 2020 |                 |               |                      |                |              | 100e                  |  |              |  |                   |
| 2021 |                 |               |                      |                |              |                       |  |              |  |                   |
| 2022 |                 | opgave        |                      |                |              | opgave                |  |              |  |                   |

## Ploegen
2004 –  Jong Vlaanderen 2016
2005 –  Chocolade Jacques-T Interim
2006 –  Chocolade Jacques-Topsport Vlaanderen
2007 –  Chocolade Jacques-Topsport Vlaanderen
2008 –  Topsport Vlaanderen
2010 –  Quick Step
2011 –  Quick Step Cycling Team
2012 –  Omega Pharma-Quick-Step Cycling Team
2013 –  Omega Pharma-Quick-Step Cycling Team
2014 –  Omega Pharma-Quick-Step
2015 –  Etixx-Quick Step
2016 –  Etixx-Quick Step
2017 –  Quick-Step Floors
2018 –  Quick-Step Floors
2019 –  Deceuninck–Quick-Step
2020 –  Deceuninck–Quick-Step
2021 –  Deceuninck–Quick-Step
2022 –  Quick Step-Alpha Vinyl
Wielerploegen van Iljo Keisse
De Ketele · De Neef · De Wilde · Hovelijnck · Huysmans · Jacobs · Keisse · Meirhaeghe · Paulissen · Ranson · Renders · Roelandts · Schets · Steurs · Uytterhoeven · Van De Gehuchte · Van den Abeele · Van Der Hasselt · Van Rooy · Verspeeten · Wijnands · Wynants
Barbé · Belaey · Caethoven · Daelmans · De Schrooder · Eeckhout · Ghyllebert · Gilmore · Hovelijnck · Huysmans · Keisse · Kleynen · Lisabeth · Mertens · Peeters · Stubbe · Van Der Linden · Van Impe · Van Mechelen · Van Speybroeck · Veuchelen · Willems · Wynants
Barbé · Belaey · Caethoven · D'Hollander · De Fauw · Dehaes · De Schrooder · Eeckhout · Ghyllebert · Gilmore · Hovelijnck · Huysmans · Keisse · Lisabeth · Pauwels · Renders · Stubbe · Van Der Linden · Van Mechelen · Vanheule · Verbist · Veuchelen · Willems · Wynants · Maes (stagiair)
Barbé · Caethoven · Coenen · D'Hollander · De Fauw · De Ketele · Dehaes · De Schrooder · Eeckhout · Ghyllebert · Gilmore · Hovelijnck · Keisse · Lisabeth · Maes · Pauwels · Renders · Schets · Stubbe · Van Der Linden · Vanendert · Vanheule · Verbist · Veuchelen
Barbé · Coenen · De Ketele · Dehaes · Eeckhout · Ghyllebert · Goddaert · Hovelijnck · Ingels · Keisse · Maes · Neyens · Nolf · Pauwels · Renders · Schets · Van Hecke · Vandewalle · Vanheule · Vanspeybrouck · Verbist · Veuchelen · Bakelants (stagiair)
Bakelants · Coenen · Criel · De Gendt · De Ketele · Goddaert · Hermans · Joseph · Keisse · Lodewyck · Maes · Mertens · Neirynck · Neyens · Nolf · Renders · Steurs · Vandewalle · Van Hecke · Vanheule · Vanmarcke · Vanspeybrouck · Debusschere (stagiair)
Barredo · Boonen · Cataldo · Chavanel · De Weert · Devenyns · Devolder · Engels · Facci · Hovelijnck · Hulsmans · Keisse · Koenitski · Kvist · Maes · Malacarne · Pineau · Reda · Samojlaw · Seeldraeyers · Stauff · Tosatto · Van De Walle · Van Impe · Velo · Weylandt · Wynants · Robert (stagiair) · Van Keirsbulck (stagiair)
Bandiera · Boonen · Cappelle · Cataldo · Chavanel · Chicchi · Ciolek · De Weert · Devenyns · Engels · Keisse · de Maar · Maes · Malacarne · Pineau · Reda · Robert · Seeldraeyers · Stauff · Steegmans · Štybar · Terpstra · Tratnik · Vandewalle · Van Impe · Van Keirsbulck · Vermote · Trentin (stagiair)
Bandiera · Boonen · Brammeier · Cataldo · Chavanel · Chicchi · Ciolek · De Weert · Devenyns · Fenn · Gołaś · Grabsch · Keisse · Kwiatkowski · Leipheimer · Maes · Martin     · Pauwels · Pineau · Raboň · Steegmans · Štybar · Terpstra · Trentin · Vandenbergh · Vandewalle · Van Keirsbulck · P. Velits · M. Velits · Vermote · Hoorne (stagiair) · Sénéchal (stagiair)
Alaphilippe · Bakelants · Boonen · Brambilla · Cavendish · De Gendt · De Weert · Fenn · Gołaś · Keisse · Kwiatkowski  · Maes · Martin   · Meersman · Pauwels · Petacchi · Poels · Renshaw · Serry · Steegmans · Štybar · Terpstra · Trentin · Urán · Vakoč · Vandenbergh · Van Keirsbulck · M. Velits · Vermote · Verona
Alaphilippe · Boonen · Bouet · Brambilla · Cavendish · de la Cruz · Gołaś · Keisse · Kwiatkowski  · Lampaert · Maes · Martin · Meersman · Renshaw · Sabatini · Serry · Štybar · Terpstra · Trentin · Urán · Vakoč · Vandenbergh · Van Keirsbulck · M. Velits · Vermote · Verona · Wisniowski · Contreras (stagiair) · Gaviria (stagiair)
Alaphilippe · Boonen · Bouet · Brambilla · Contreras · de la Cruz · De Plus · Gaviria · Jungels · Keisse · Kittel · Lampaert · Maes · D. Martin · T. Martin   · Martinelli · Meersman · Richeze · Sabatini · Serry · Štybar · Terpstra · Trentin · Vakoč · Vandenbergh · Van Keirsbulck · Velits · Vermote · Verona · Wiśniowski · Costa (stagiair) · García (stagiair) · Sisr (stagiair)
Alaphilippe · Bauer · Boonen (tot 09/04) · Brambilla · Capecchi · Cavagna · de la Cruz · De Plus · Declercq · Devenyns · Gaviria · Gilbert · Jungels · Keisse · Kittel · Lampaert · Martin · Martinelli · Mas · Richeze · Sabatini · Schachmann · Serry · Štybar · Terpstra · Trentin · Vakoč · Velits · Vermote · Hodeg (stagiair) · Kasperkiewicz (stagiair)
Alaphilippe · Asgreen · Capecchi · Cavagna · De Plus · Declercq · Devenyns · Gaviria · Gilbert · Hodeg · Jakobsen · Jungels · Keisse · Knox · Lampaert · Martinelli · Mas · Mørkøv · Narváez · Richeze · Sabatini · Schachmann  · Sénéchal · Serry · Štybar · Terpstra · Vakoč · Viviani
Alaphilippe · Asgreen · Capecchi · Cavagna · Declercq · Devenyns · Evenepoel   · Gilbert · Hodeg · Honoré · Jakobsen · Jungels · Keisse · Knox · Lampaert · Martinelli · Mas · Mørkøv · Richeze · Sabatini · Sénéchal · Serry · Štybar · Vakoč · Viviani 
Alaphilippe  · Almeida · Archbold · Asgreen · Bagioli · Ballerini · Bennett · Cattaneo · Cavagna · Declercq · Devenyns · Evenepoel   · Garrison · Hodeg · Honoré · Jakobsen · Jungels · Keisse · Knox · Lampaert · Masnada · Mørkøv · Sénéchal · Serry · Steels · Steimle · Štybar · Van Lerberghe · Quinn (stagiair) · Vansevenant (stagiair)
Alaphilippe  · Almeida · Archbold · Asgreen · Bagioli · Ballerini · Bennett · Cattaneo · Cavagna · Cavendish · Černý · Declercq · Devenyns · Evenepoel · Garrison · Hodeg · Honoré · Jakobsen · Keisse · Knox · Lampaert · Masnada · Mørkøv · Sénéchal · Serry · Steels · Steimle · Štybar · Van Lerberghe · Vansevenant · Osborne (stagiair) · Van Tricht (stagiair)
Alaphilippe  · Asgreen · Bagioli · Ballerini · Cattaneo · Cavagna · Cavendish · Černý · Declercq · Devenyns · Evenepoel  · Honoré · Jakobsen  · Keisse · Knox · Lampaert · Masnada · Mørkøv · Schmid · Sénéchal · Serry · Steels · Steimle · Štybar · Svrček (vanaf 1/7) · Van Lerberghe · Van Tricht · Van Wilder · Vansevenant · Vernon · Vervaeke · Raccani (stagiair)